# Видрівка

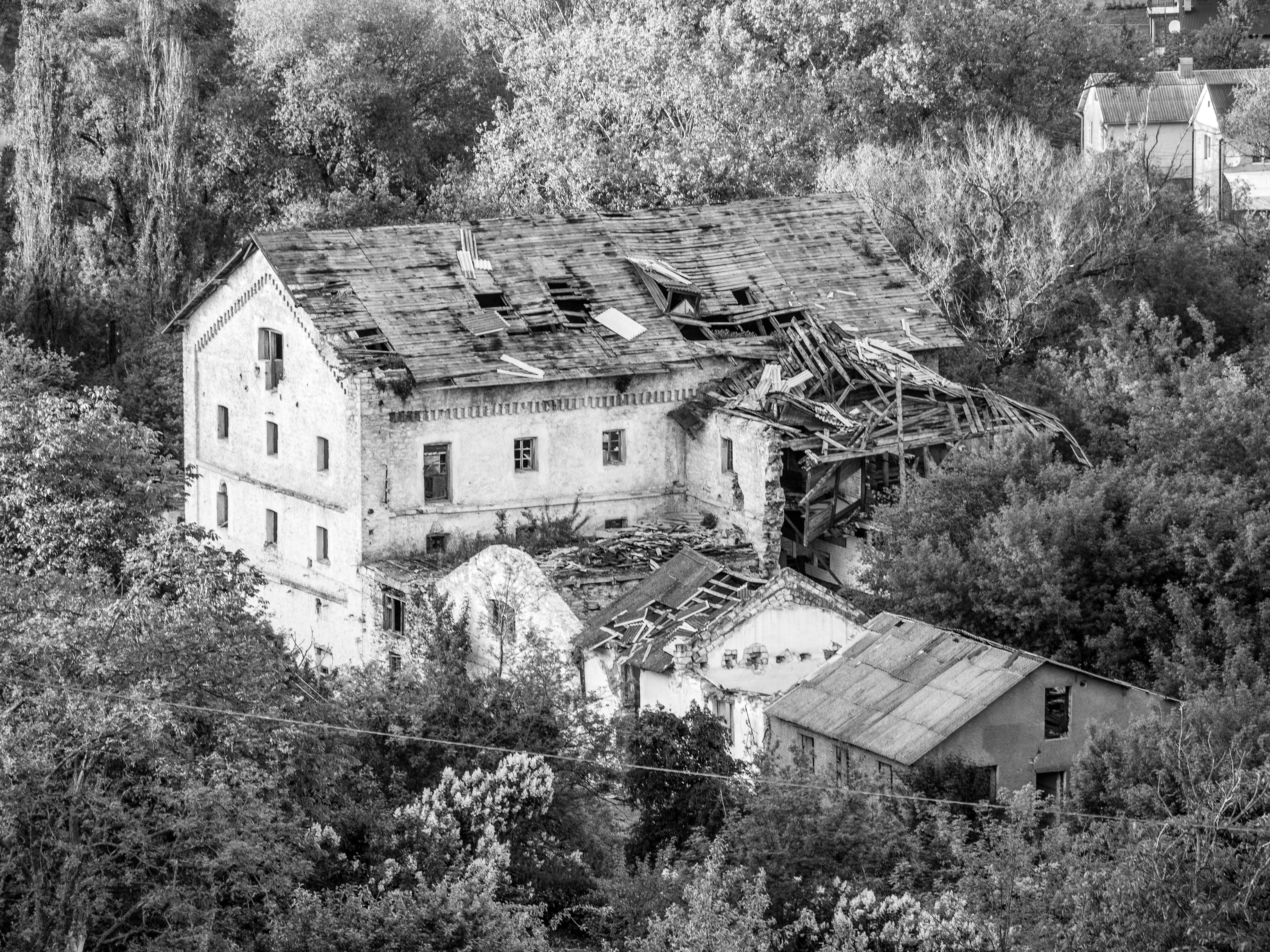
Френкелів млин, або млин Ірафа

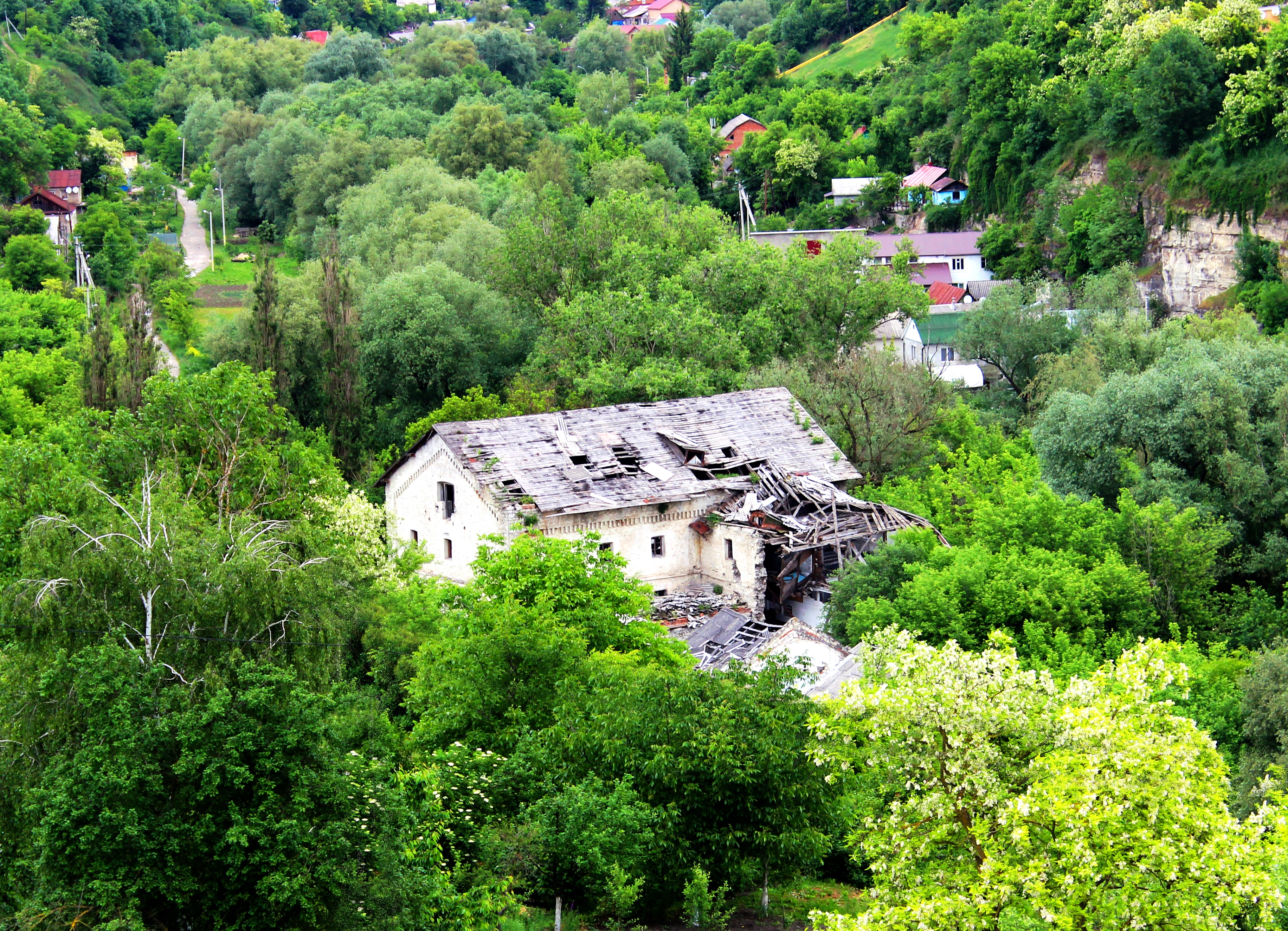
Млин Ірафа, сучасний стан

Видрівка — окраїнна вулиця в історичній частині міста Кам'янця-Подільського. На півдні з'єднує з Підзамчем Видровецький узвіз, а на півночі продовжується вздовж правого берега Смотрича Зіньковецькою набережною.

## Історія
Після приєднання Поділля до Росії в 1793, смугу землі вздовж правого берега річки Смотрич, починаючи від Турецького мосту до Френкелевого млина, або млина Ірафа, внизу під старим Кам'янецьким замком, Катерина ІІ подарувала козакові Видрі. Звідси, очевидно, й назва поселення. У XIX ст. тут було збудовано млин, єдиний з кам'янецьких млинів, що зберігся до нашого часу. Близько 1830 року тут було 26 дворів та 129 мешканців.
1923 року у передмісті Видрівка налічувалося 40 господарств і 224 мешканці.
У 1928 році Видрівка втратила самостійне значення й стала складовою частиною сусіднього приміського села Підзамче.
30 березня 1957 року Кам'янець-Подільський поглинув Підзамче.
На Видрівці зберігся будинок колишнього млина Ірафа, пізніше — сокоморсовий завод (пам'ятка містобудування та архітектури місцевого значення).